# Jan Van Landeghem
Jan Van Landeghem (Temse, 28 november 1954) is een Belgisch componist, muziekpedagoog, musicoloog, organist, klavecinist en dirigent.

## Levensloop
Van Landeghem begon zijn muziekopleiding aan de Stedelijke Muziek-Academie van Sint-Niklaas bij Oscar van Daele (dwarsfluit) en bij Michel Peters (orgel) en behaalde in 1974 de regeringsmedaille dwarsfluit. Hij studeerde aan het Koninklijk Conservatorium te Brussel en behaalde eerste prijzen voor solfège (1973), harmonie (1974), contrapunt (1975), fuga (1976) en praktische harmonie (1979). Hij studeerde orgel bij Paul Barras en Kamiel D'Hooghe, fuga bij Albert Delvaux, en verder ook koordirectie, muziekgeschiedenis en pedagogie. In 1983 behaalde hij ook een tweede prijs voor klavecimbel. Bij Peter Cabus en André Laporte studeerde hij compositie en behaalde een eerste prijs. Aan het Conservatorium Maastricht studeerde hij katholieke kerkmuziek en behaalde aldaar het praktijkdiploma in 1975, verder de B-akte muziekonderwijs orgel (1976) en het solodiploma orgel (1978). Verder studeerde hij met een studiebeurs van het Fulbright-programma aan de Georgia State University te Atlanta in 1985 en aan de Jagiellonische Universiteit in Krakau en hij had van 1991 tot 1993 een wetenschappelijke uitwisseling met Karel Goeyvaerts.
Hij volgde nog cursussen improvisatie, orgel, koor- en orkestdirectie in België bij Paul Brandvic, Johan Duyck, László Heltay en Lucas Vis, in Frankrijk (onder andere bij Xavier Darasse en Iannis Xenakis), in Duitsland bij William Porter en Harald Vogel en in Nederland bij Anders Bondeman en Piet Kee.
In 1981 werd hij als verdienstelijk Vlaams musicus laureaat van de Stichting Horlait-Dapsens in Brussel. Sinds 1976 doceert hij compositie, orkestratie, instrumentatie en analyse aan het Koninklijk Conservatorium te Brussel. Verder werkte hij als docent harmonieleer (1979) en orgel (1981) aan de Stedelijke Muziek-Academie van Sint-Niklaas. Hij was ook een jaar leraar aan het Lemmensinstituut. Van Landeghem was van 1986 tot 2015 directeur van de Stedelijke Academie voor Muziek, Woord en Dans te Bornem.
Als organist concerteerde hij in heel Europa, het Verre Oosten en in de Verenigde Staten. Met Alain Roelant (trompet) werkte hij als duo All'armi en vergezeld met de sopraan Marie-Noëlle de Callataÿ als trio en concerteerde in Europa en Azië. Van 1979 tot 1998 was hij organist verbonden aan de Sint-Jozefskerk te Sint-Niklaas.
Als dirigent van het knapenkoor "In dulci Jubilo" bracht hij concerten in heel Europa; hij leidde het kamerkoor Concinentes en richtte in 1983 het kamerkoor Cantores Vagantes op.
Alhoewel hij relatief laat begon te componeren schreef hij tot nu (2010) meer dan 120 werken voor verschillende genres en werd laureaat van diverse compositiewedstrijden, zoals van de nationale wedstrijd Wendungen van het Festival van Vlaanderen met Epitaffio voor orkest (1993), de internationale prijs voor hedendaagse muziek Vlaanderen-Quebec 1995 in Montreal (Canada) met zijn strijkkwartet Silent Scream (1991). Voor zijn heel oeuvre werd hij in 1995 bekroond met de "SABAM Prijs voor Nieuwe Muziek Compositie". In 1999 won hij de eerste prijs tijdens de "Internationale Gezelle Wedstrijd" voor zijn Gezelle Triptiek. Op het Ramsgate Spring Festival werd hij met zijn pianokwartet Marcatissimo uitgeroepen tot Composer of the Year 2000. Eveneens in 2000 won hij de publieksprijs in de "Bach Nieuwe Muziek Confrontaties" in Kortrijk voor Thamasoo ma jyothir gamaya.
Jan Van Landeghem is lid van de Koninklijke Vlaamse Academie van België voor Wetenschappen en Kunsten en is getrouwd met de violiste Jenny Spanoghe.

## Composities

### Werken voor orkest
- 1989 Behind the Crescent Moon, voor 12 of meer strijkers
- 1991 Urbi et Gorbi, concert voor orgel en orkest
- 1993 Epitaffio, voor orkest
- 1994 Serenata notturna, voor althobo, hoorn, harp en strijkorkest
- 1996-1997 rev.2001 Pastorale notturno, voor klarinet en strijkorkest
- 1996-1997 rev.2001-2002 Lorca Concerto, voor gitaar en orkest
- 2001-2002 Edelstenentriptiek: smaragd – saffier – robijn, concert voor piano en orkest
- 2004 Youth Concerto, voor viool en orkest
- 2005 Der Kuss - Concert nr. 2, voor viool en kamerorkest
- 2006 Serenata Doppia - ommagio per Steve Lacey, voor viool, altviool en strijkers
- 2006 Concerto Doppio, voor viool, altviool en strijkers

### Werken voor harmonieorkest
- 1995 Modale Suite, voor symfonisch blaasorkest
- 2000 Humoreske 2000, voor symfonisch blaasorkest (Orkestratie: Marcel De Boeck)

### Missen en andere kerkmuziek
- 2006-2007 Requiem for Benjamin, voor sopraan solo, alt solo, hobo/althobo, viool en orgel - tekst: Pablo Neruda en Jenny Spanoghe

### Oratoria en cantates
- 1992-1993 De mens bestaat, cantate voor 3 koren en 2 symfonische blaasorkesten - tekst: Anton van Wilderode
- 1994 Post lunam crescentem, cantate voor sopraan, gemengd koor en ensemble
- 1999 Gezelle, oratorium voor solisten, gemengd koor en orkest - tekst: Guido Gezelle
- 2002 Cri d’amour sur champ de mort, oratorium voor mezzosopraan solo, gemengd koor en orkest

### Werken voor koor
- 1986 Four Poems, voor kinder- of gemengd koor
- 1993 Satermuziek, voor sopraan, alt, tenor, bas, gemengd koor en piano - tekst: Achilles Mussche
- 1994 De mist verkoelt het geluid, zangcyclus voor gemengd koor - tekst: Katelijne Vander Hallen
- 1995 Due canti, voor mannenkoor - tekst: Giuseppe Ungaretti
- 1999 Costolonot, voor 8-16 gemengde stemmen
- 1999 Vier kleengedichtjes, voor gemengd koor - tekst: Guido Gezelle
  1. Als de ziele luistert
  2. Timpe, tompe, terelink
  3. 't Was in de blijde mei
  4. De snee
- 2001 Drie kleengedichtjes, voor 4 gelijke stemmen

### Vocale muziek
- 1986-1993 Een tent van tamarinde, zangcyclus voor hoge stem en piano
- 1991 Vem noite, voor sopraan en 10 instrumenten
- 1994-1995 Sieben Trakllieder, voor tenor, piano en strijkkwartet - tekst: Georg Trakl
- 1995 Three Love Songs, voor sopraan, dwarsfluit, viool, altviool en klavecimbel - tekst: James Joyce, naar anonieme Indische bronnen
- 1995 Vier Jahreszeiten, voor hoge stem en piano - tekst: Georg Trakl
- 1995 Trois chansons, voor bariton en piano - tekst: Jacques Prévert
- 1995-1996 Drie erotische liedekens, voor sopraan en gitaar - tekst: Beatrijs van Craenenbroeck
- 1996 Les heures claires, zangcyclus voor bariton en orkest - tekst: Émile Verhaeren
- 1997-1998 Les heures d'après-midi, voor sopraan, 5 klarinetten en piano (ook in een versie voor sopraan en piano) - tekst: Émile Verhaeren
- 1998 Gezelle Triptiek, voor sopraan, basklarinet (+ klarinet, Esklarinet) en piano
- 1999 Reynaert de Vos, voor spreker, dwarsfluit, piccolo, hobo, althobo, klarinet, basklarinet, fagot, contrafagot, 2 hoorns en slagwerk - tekst: Walter van den Broeck
- 1999 Three Gezelle Songs, voor middenstem en piano
- 2000 Ave Maria, voor sopraan en orgel
- 2000 Les tambours d'antan, voor mezzosopraan, dwarsfluit en 2 slagwerkers - tekst: Anton van Wilderode
- 2000 Gartenmusik, voor sopraan, tenor en orkest - tekst: Émile Verhaeren - (vier van deze liederen kunnen ook separaat uitgevoerd worden als Vier orkestliederen)
- 2001 O guardador, voor spreker ad libitum, 2 dwarsfluiten en slagwerk - (ook in een versie voor spreker, 2 dwarsfluiten, fagot en slagwerk)
- 2003 Quand la lune danse, voor sopraan, viool en piano - tekst: Jenny Spanoghe
- 2005 Air, voor tenor solo, viool, harp en gemengd koor - tekst: Jenny Spanoghe
- 2006 Opus prullewol, liederencyclus voor bariton en piano - tekst: Rainer Maria Rilke en Clara Vanuytven
- 2006 Dyptichon, voor sopraan solo, bas solo, viool solo, hoorn solo, slagwerk en gemengd koor - tekst: Dora Mahy

### Kamermuziek
- 1987 Tres danzas festivas, voor dwarsfluit en gitaar
- 1989 Birds, voor 4 blokfluiten
- 1989 Grappa ma non trappa, voor klarinet, viool, altviool en cello
- 1991 Silent Scream, voor strijkkwartet
- 1992 Sanpaku, voor 4 blokfluiten
- 1992 Essere o non essere, voor klarinet/basklarinet en piano
- 1992 The Jericho Wall, voor trompet en piano of orgel
- 1993 Carpe diem, voor hoorn, 2 trompetten, trombone en tuba
- 1994 Epitaffio voor Koning Boudewijn, voor trompet en orgel
- 1994 Aquarioso, voor 8-12 trompetten
- 1995 Quartettsatz, voor dwarsfluit, viool, altviool en klavecimbel
- 1995 Pastorale notturno, voor klarinet en orgel
- 1996 Jobutsu, voor blokfluit en crotales
- 1996 Gypsy Music, voor gitaar en viool
- 1996 Music, voor dwarsfluit of blokfluit en marimba
- 1996 Trio, voor viool, cello en piano
- 1996 Three Crystals, voor vier trompetten
- 1997 Concerto grosso modo for Nonet, voor 4 blokfluiten, slagwerk en strijkkwartet - (ook in een versie voor dwarsfluit, hobo, klarinet, fagot, slagwerk en strijkkwartet)
- 1997-1998 Marcatissimo, voor viool, altviool, cello en piano
- 1998 Bonus malus 22, voor 8 saxofoons
- 1998 Spielerei II, voor blokfluit en klavecimbel
- 1999 Trio vertigo, voor klarinet, viool en piano
- 1999 Reynaert de Vos, voor dwarsfluit, piccolo, hobo, althobo, klarinet, basklarinet, fagot, contrafagot, 2 hoorns en slagwerk
- 1999 Flower Music, voor viool en piano
- 1999 Guernica, voor cello en piano
- 2000 Quasi uno minuto unisono, voor altviool en cello
- 2000 Der Zippelfagottist, voor fagot en piano
- 2000 Six Meditations, voor hobo (+ althobo), fagot, cello en contrabas
- 2000-2001 African Music, voor 4 blokfluiten
- 2002 Verhaeren Quartet, voor strijkkwartet
- 2002 L'invisible pour les yeux, voor viool en orgel
  1. Les étoiles
  2. Le prince
  3. La rose
  4. Musette (Le Renard)
  5. Eclats de lumière
- 2003 Widmung, voor vijf-snaren viool
- 2004 Jiva, trio voor hobo, klarinet en fagot
- 2004 Piano Trio nr. 2, voor piano, viool en cello
- 2005-2006 Aquarius Music, voor viool en harp
- 2007 Verhaerentriptiek, voor altviool en piano

### Werken voor orgel
- 1981 Toccatella op "Wachet auf ruft uns die Stimme"
- 1984 Partita op "Ruk open Heer de hemelpoort"
- 1988 Game 1
- 1989 Battaglia interotta
- 1993 Elegie voor Carl and Karel
- 2000 Le limonaire
- 2000 L'orgue de Barbarie - hommage à Adriaan Willaert
- 2000 Thamasoo ma jyothir gamaya
- 2000 Six Meditations

### Werken voor piano
- 1986-1995 Uit de kleine wildernis
- 2000 Reflection I
- 2005 Ballad, voor twee piano's

### Werken voor beiaard
- 2005 Bells-Game I, voor beiaard

### Werken voor harp
- 2006 Cosmic Energy, voor vier harpen

### Werken voor accordeon
- 2001 Tyaga (voor de muziekwedstrijd Pro Civitate/Axion Classics 2004)

### Werken voor slagwerk
- 1993 Shots, voor marimba
- 1999 Two Pieces – Sohum and Shakti, voor 2 marimba
- 2005 Concerto, voor 2 marimba en 6 slagwerkers
- 2007 The Kundalini of the Playing Koalas, voor 2 marimba

### Filmmuziek
- 1999-2000 Millennium Music